# Юсиф, Абдул Разак
Абдул Разак Юсиф (англ. Abdul Razak Yusif; 9 августа 2001, Аккра) — ганский футболист, защитник.

## Биография
На родине выступал за клубы «Нета ФК», «Кофоридуа», «Пауэр ФК», «Денсу Роверс». Летом 2019 года был на просмотре в нидерландском «Витессе».
Летом 2020 года перешёл в эстонский клуб «Пайде ЛМ», сначала на правах аренды, а в январе 2021 года подписал постоянный контракт на три года. Дебютный матч в чемпионате Эстонии сыграл 12 сентября 2020 года против «Тулевика», а свой первый гол забил 6 декабря 2020 года в ворота «Нымме Калью». Со своим клубом становился серебряным и двукратным бронзовым призёром чемпионата страны, а в 2022 году завоевал Кубок Эстонии. В 2021 году сыграл первые матчи в еврокубках.
Был основным игроком сборной Ганы среди 17-летних и её вице-капитаном. На чемпионате Африки среди 17-летних 2017 года провёл 5 матчей и стал финалистом. На чемпионате мира среди 17-летних 2017 года, проходившем в Индии, вышел на поле три раза и стал четвертьфиналистом. Также вызывался в сборную 20-летних, а в октябре 2022 года получил первый вызов в сборную 23-летних.

## Достижения
- Серебряный призёр чемпионата Эстонии: 2020
- Бронзовый призёр чемпионата Эстонии: 2021, 2022
- Обладатель Кубка Эстонии: 2021/22